# 갤럭시 스토어
갤럭시 스토어(Galaxy Store)는 삼성전자가 제조한 모바일 장치를 위한 앱, 게임, 독점 테마 및 기타 사용자 지정 기능을 제공하는 앱 스토어이다. 이 서비스는 주로 삼성 갤럭시 스마트폰 및 태블릿, 갤럭시 워치 웨어러블에 사전 설치되어 제공된다. 사용하려면 삼성 계정이 필요하다.

## 역사
갤럭시 스토어는 2008년 출시된 모바일 개발자 프로그램인 삼성 모바일 이노베이터(Samsung Mobile Innovator)에 그 기원을 두고 있다. 핸댕고(Handango)가 제공하는 앱 스토어인 삼성 모바일 애플리케이션즈(Samsung Mobile Applications)는 2009년 모바일 월드 콩그레스에서 윈도우 모바일, 심비안 OS, 그리고 (8월부터) 자바 ME용 소프트웨어를 제공하며 출시되었다. 이 서비스는 2009년 3분기까지 중국과 여러 유럽 국가에 설립되었다.
2009년 9월 14일, 삼성 앱스는 처음에 서유럽에서 출시되어 삼성 옴니아 (i900) 및 삼성 옴니아 HD (i8910) 스마트폰용 소프트웨어를 제공했으며, 나중에 더 많은 장치가 추가되었다. 2010년에는 삼성 웨이브에서 실행되는 바다 플랫폼용 앱을 제공하기 시작했다. 2010년 9월까지 유럽에서는 자바, 윈도우 모바일 및 바다 앱을 포함하여 천만 건의 앱 다운로드가 이루어졌다.
스마트 TV를 위한 삼성 앱스 TV도 있었는데, 2011년 10월까지 천만 건의 다운로드를 기록했다. 삼성은 또한 Free the TV Challenge라는 개발자 챌린지를 개최했는데, 2010년 WeDraw가 우승했다. WeDraw는 모바일에서 그림을 그려 TV 화면에 표시할 수 있는 애플리케이션이었다. 2011년 3월, 삼성 앱스는 갤럭시 라인(안드로이드 실행)용으로 출시되었다. 삼성 앱스는 2011년 2주년이 되는 해에 4만 개의 애플리케이션을 보유했다. 이 스토어는 또한 삼성 갤럭시 웨어러블 웨어러블과 삼성 REX 피처폰에서도 제공되었다. 2013년에는 사용자에게 스토어의 앱을 제안하는 S Suggest (앱 및 www.ssuggest.com)라는 기능이 출시되었다. 이 서비스는 2014년에 종료되었다. 2014년 7월, 갤럭시 라인이 삼성의 모바일 제품을 대부분 통합하면서 삼성 앱스는 갤럭시 앱스로 리브랜딩되었다. 2018년, 삼성은 매년 최고의 개발자에게 수여하는 베스트 오브 갤럭시 스토어 어워즈를 시작했다. 삼성 개발자 시상식에서 열린 첫 시상식에서는 Booking.com이 '최고 앱'을, Wrist Camera가 '최고 워치 앱' 등을 수상했다.

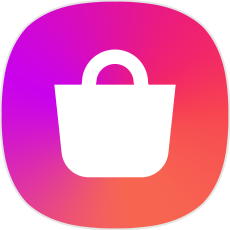
앱 아이콘

2019년 초, One UI 도입 직후 갤럭시 앱스는 갤럭시 스토어로 리브랜딩되었다. 2020년 10월에는 게임에 대한 강조를 높여 스토어가 재설계되었다.

## 게임 보상
갤럭시 스토어는 게임을 구매하는 사용자에게 보상 포인트를 제공한다.

## 베스트 오브 갤럭시 스토어 어워즈
2022년 최신판의 수상자는 다음과 같다.
- 최우수 테마 컬렉션: Pengtai Interactive Advertising Co.
- 최우수 배경화면 컬렉션: Bergen
- 최우수 아이콘 팩 컬렉션: Cogul Planet
- 최우수 음악 앱: Sirius XM 라디오 Inc.의 Sirius XM Streaming
- 최우수 엔터테인먼트 앱: Fandango Media의 Vudu
- 최우수 팟캐스트: CurtCo Media의 SOLAR
- 올해의 게임: Super Evil Megacorp의 카탈리스트 블랙

## 제공되는 삼성 앱
다음은 갤럭시 스토어에서 삼성 자체적으로 제공하는 앱 및 유틸리티 목록이다. (2023년 9월 기준)
| 소프트웨어                           | 설명                                                                              |
| ------------------------------------ | --------------------------------------------------------------------------------- |
| 삼성 TV 플러스                       | 무료 TV 스트리밍 서비스                                                           |
| 삼성 인터넷                          | 웹 브라우저                                                                       |
| 삼성 월렛                            | 삼성 페이를 포함한 디지털 지갑                                                    |
| 삼성 헬스                            | 개인 건강 추적기                                                                  |
| 삼성 멤버스                          | 갤럭시 전용 콘텐츠 및 지원                                                        |
| 삼성 뮤직                            | MP3, WMA, AAC, FLAC 형식을 지원하는 음악 플레이어                                 |
| 삼성 스마트 스위치                   | 새로운 갤럭시 장치로 데이터 전송                                                  |
| 삼성 노트                            | 메모 작성 및 PDF 리더                                                             |
| 삼성 키즈                            | 자녀 보호 기능                                                                    |
| 삼성 프리                            | 온라인 미디어 및 엔터테인먼트                                                     |
| 삼성 블록체인 월렛                   | 암호화폐 관리                                                                     |
| 삼성 갤러리                          | 이미지 및 비디오 갤러리                                                           |
| 삼성 이메일                          | 이메일 클라이언트                                                                 |
| 삼성 비디오 라이브러리               | 비디오 콘텐츠 탐색 및 재생 (2024년 1월 1일부로 단종)                              |
| 삼성 TTS (텍스트 음성 변환)          | 음성 합성                                                                         |
| 삼성 캘린더                          | 달력                                                                              |
| AR 존                                | 증강 현실 및 내 이모지                                                            |
| 삼성 레벨                            | 삼성 레벨 헤드폰 보완 앱                                                          |
| 삼성 패밀리 허브                     | 가족 알림, 쇼핑 목록, 일정 등                                                     |
| 스마트싱스                           | 홈 자동화                                                                         |
| PENUP                                | 그림을 위한 소셜 네트워크                                                         |
| 내 파일                              | 파일 관리자                                                                       |
| 삼성 샵                              | 삼성전자 제품을 위한 스토어                                                       |
| 굿 록                                | 갤럭시용 UI 사용자 지정 도구 및 카메라 어시스턴트, 한 손 조작+와 같은 생산성 도구 |
| 굿 가디언즈 (이전 이름: 갤럭시 랩스) | 장치 배터리, 온도 등을 위한 갤럭시 특권 유틸리티                                  |
| 사운드 어시스턴트                    | 고급 사운드 유틸리티                                                              |
| 갤럭시 웨어러블                      | 갤럭시 장치와 삼성 갤럭시 기어 연결                                               |
| 삼성 글로벌 골즈                     | UN의 지속가능 개발 목표 기부 지원 광고                                            |
| 엑스퍼트 RAW                         | RAW 이미지 파일을 편집할 수 있는 이미지 편집기                                    |
| 갤럭시 인핸스-X                      | AI 기반 사진 자동 개선 도구                                                       |
| 삼성 굿 바이브스                     | 시각 장애인을 위한 양방향 통신 도구                                               |
| 삼성 PPT 컨트롤러                    | 갤럭시 워치를 위한 파워포인트 컨트롤러                                            |
| 헬스 플랫폼                          | 다양한 건강 앱의 데이터를 한데 모으는 통합 도구                                   |
| 삼성 나침반                          | 갤럭시 워치용 나침반 기능                                                         |
| 데일리 보드                          | 갤럭시 태블릿용 포토 프레임 에뮬레이터                                            |
| 워키토키                             | 갤럭시 워치용 워키토키 앱                                                         |
| Perf Z                               | 게임 성능 모니터                                                                  |

## 서드 파티
갤럭시 장치가 구글 모바일 서비스 플랫폼에서 실행되어 플레이 스토어를 특징으로 함에도 불구하고, 일부 서드 파티 앱도 갤럭시 스토어에서 이용 가능하다. 이러한 앱에는 모질라 파이어폭스, 마이크로소프트 365, 위키백과, 클립 스튜디오 페인트 등이 있다. 일부 안드로이드 게임은 미국 사용자를 위한 포트나이트와 같이 갤럭시 스토어에서만 독점적으로 제공되었다.

## 같이 보기
- 앱 스토어
- 구글 플레이
- 앱 스토어 (iOS/iPadOS)
- 오비 (노키아)
- 블랙베리 월드